# Madison (Illinois)
Pour les articles homonymes, voir Madison.
Madison est une ville de l'Illinois, dans les comtés de Madison et Comté de Saint Clair aux États-Unis d'Amérique. 